# XPA
XPA – białko człowieka kodowane przez gen XPA w locus 9q22.3, zaangażowane w proces naprawy przez wycinanie nukleotydu (NER). Gen XPA koduje łańcuch polipeptydowy o długości 273 aminokwasów i szacunkowej masie komórkowej 31 kDa. Białko ludzkie wykazuje 95%-homologię z mysim odpowiednikiem i zawiera wiele α-helis i motyw palca cynkowego, jak inne białka wiążące DNA. Gen XPA zawiera sześć eksonów. Białko XPA wiąże się z białkiem ERCC1. Dowiedziono, ze funkcją białka XPA jest związanie kompleksu wycinającego białka ERCC1 i jego rekrutacja do miejsca uszkodzenia DNA, co jest niezbędnym etapem mechanizmu naprawy NER. Mutacje w genie XPA odpowiadają za jedną z postaci xeroderma pigmentosum (typ A albo typ I, OMIM*611153).